# Marsal (Moselle)
Marsal (Duits: Salzmar) is een vestingstadje gemeente in het Franse departement Moselle (regio Grand Est) en telt 286 inwoners (2005). Verder zijn de stadsmuren nog intact. Het stadje behoort tot de streek Saulnois / Salzgau.
De gemeente maakt deel uit van het arrondissement Château-Salins en sinds 22 maart 2015 van het kanton Le Saulnois, toen het kanton Vic-sur-Seille, waar de gemeenten daarvoor onder viel, erin opging.
Net als in de naam van het arrondissement en het kanton verwijst "sal" naar de historie van de plaats, waarin de zoutwinning een belangrijke rol speelde. In de Porte de France is het museum "Maison du Sel" hieraan gewijd.

## Geografie

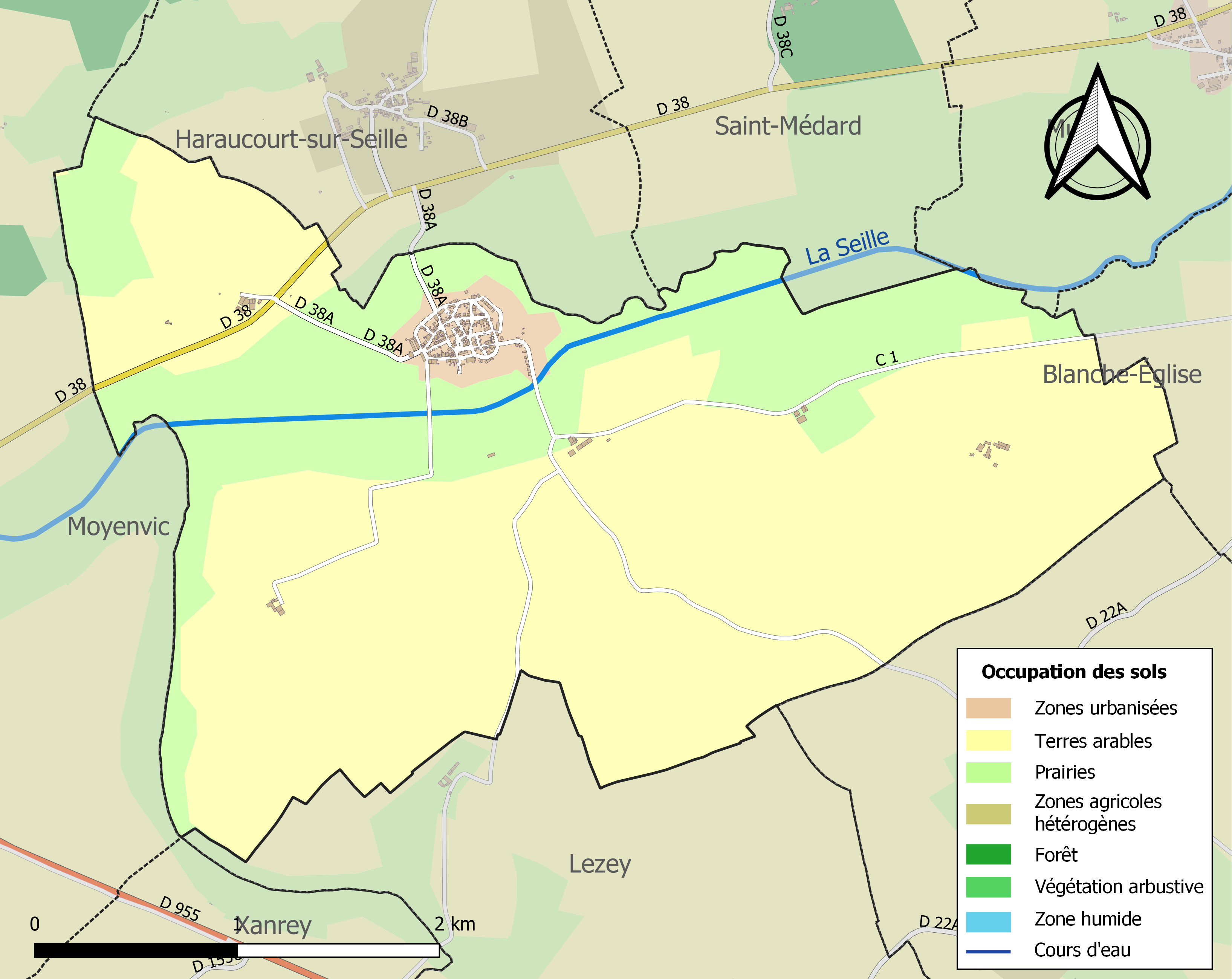
Kaart van de gemeente met de belangrijkste infrastructuur, bodemgebruik en omliggende gemeenten

Marsal ligt binnen het Regionaal Natuurpark Lorraine. De plaats was oorspronkelijk een moeras tussen twee armen van de Seille. Het dorp werd gebouwd op een kunstmatige verhoging die was ontstaan als gevolg van de zoutwinningsmethode tijdens de Keltische periode.
De oppervlakte van Marsal bedraagt 10,9 km², de bevolkingsdichtheid is 26,2 inwoners per km².

## Demografie
Onderstaande figuur toont het verloop van het inwonertal (bron: INSEE-tellingen).

## Sport en recreatie
Door deze plaats loopt de Europese wandelroute E2. De E2 loopt van Schotland tot aan Nice, en sluit in Maastricht aan op het Pieterpad.